# Chloropoea delagoae
Chloropoea delagoae är en fjärilsart som beskrevs av Henry Trimen 1887. Chloropoea delagoae ingår i släktet Chloropoea och familjen praktfjärilar. Inga underarter finns listade i Catalogue of Life.